# École de l’air
Die École de l’air (EA) ist die Militärhochschule der französischen Luftstreitkräfte. Sie wurde 1933 gegründet und befindet sich auf dem Militärflugplatz Salon-de-Provence (B.A. 701) in der gleichnamigen südfranzösischen Stadt im Département Bouches-du-Rhône.
Um an der Hochschule – wie auch der École polytechnique, der École spéciale militaire de Saint-Cyr und der École navale – zugelassen zu werden, müssen u. a. wissenschaftliche Vorbereitungsklassen (classes préparatoires scientifiques) erfolgreich absolviert werden.
Absolventen der Einrichtung erhalten ein Offizierspatent und dürfen sich als Diplom-Ingenieur bezeichnen.
Die École de l’air ist Mitglied der European Air Force Academies (EUAFA). Zur Pflege der deutsch-französischen Beziehungen bestehen gemeinsame Ausbildungsprogramme. Es werden etwa Austauschprogramme mit der Offizierschule der Luftwaffe (OSLw) in Fürstenfeldbruck und der Universität der Bundeswehr München (UniBwM) durchgeführt.
Seit 2008 bietet die Schule zwei Mastère Spécialisé (in partnerschaft mit École nationale de l’aviation civile und Institut supérieur de l'aéronautique et de l'espace) and seit 2015 ein Massive Online Open Course für die Luftverteidigung.

## Absolventen
- Stéphane Abrial, Général d’armée Aérienne der Französischen Luftstreitkräfte
- Patrick Baudry, Astronaut
- Jean-Loup Chrétien, Astronaut
- Léopold Eyharts, französischer Raumfahrer
- Olivier Dassault, Unternehmer
- Romain Gary, Schriftsteller
- Jean-Pierre Haigneré, Astronaut
- Michel Tognini, Astronaut